# 多辻春吉
多辻春吉(たつじ はるきち、1876年-1945年)は日本の牧師、巡回伝道者である。
1876年(明治9年)に東京に生まれる。柏木聖書学院を卒業した後に、山形県で伝道した。その後、中央福音伝道館で中田重治監督の協力者として働いた。
明治時代後期より、広島の日本アライアンス教団の牧師になり、大正期になると兄の秋山由五郎と共に巡回伝道者として活動する。
太平洋戦争時は福島県加納村に疎開し、そこで死去する。